# Myricales
Myricales é uma ordem de plantas dicotiledóneas, que apenas contem uma família:
- Myricaceae.

Na classificação filogenética, não é uma ordem existente e os membros estão incluídos na ordem Fagales.

## Cacterísticas
Folhas simples, alternas. Flores unissexuais, monóicas e reunidas em amentos axiais. Frutos em drupa.